# Dave van der Burg
Dave van der Burg (Heesch, 10 de julio de 1993) es un deportista neerlandés que compite en ciclismo en la modalidad de BMX. Ganó una medalla de bronce en el Campeonato Europeo de Ciclismo BMX de 2019, en la carrera masculina.

## Palmarés internacional
| Campeonato Europeo | Campeonato Europeo | Campeonato Europeo | Campeonato Europeo |
| Año                | Lugar              | Medalla            | Competición        |
| ------------------ | ------------------ | ------------------ | ------------------ |
| 2019               | Valmiera (Letonia) | Medalla de bronce  | Carrera            |